# 桑斯区
桑斯区（法語：arrondissement de Sens）是法国勃艮第-弗朗什-孔泰大区约讷省所辖的一个区。总面积1916.8平方公里，总人口131071，人口密度68人/平方公里（2018年）。主要城镇为桑斯。

## 辖区
桑斯区辖有118个市镇。